# اد لو
ادوارد تسانگ "اد" لو (به انگلیسی: Edward Tsang "Ed" Lu) فضانورد اهل کشور ایالات متحده آمریکا است که در ۱ ژوئیهٔ ۱۹۶۳ میلادی در اسپرینگفیلد، ماساچوست زاده شد. وی در مأموریت اس‌تی‌اس-۸۴، اس‌تی‌اس-۱۰۶، سایوز تی‌ام‌ای-۲، اکسپدییشن ۷ حضور داشته است.